# 옥상정원

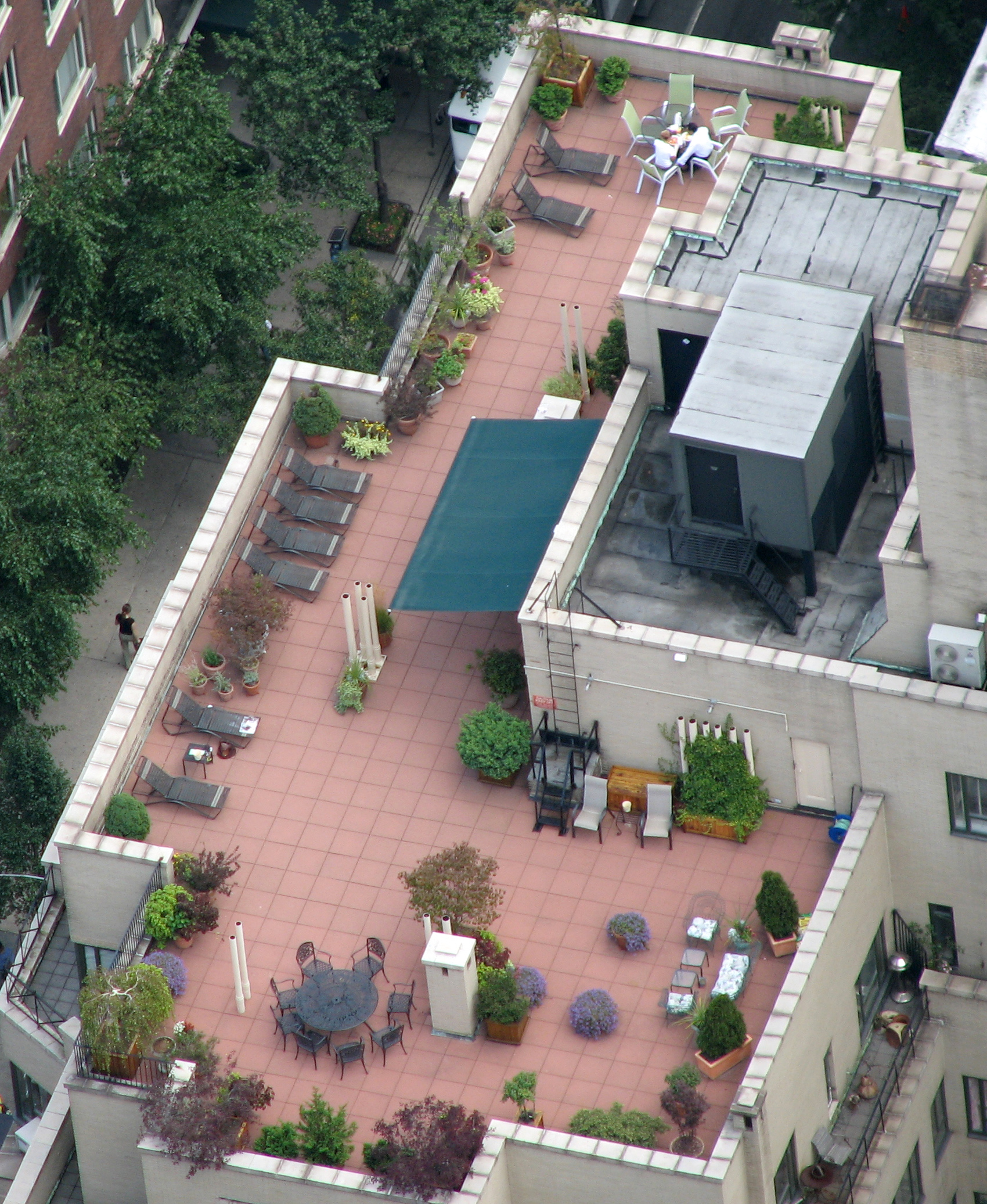

옥상정원(屋上庭園, 영어: roof garden) 또는 공중정원(空中庭園)은 건축물의 옥상, 테라스, 발코니, 베란다 등에 조성되는 정원이다. 옥상정원은 건축물 옥상에 인공 토양을 조성하고 형성함으로써 도시농업을 활성화시킬 수 있는 장소이기도 하며, 자연 속에서 지내거나 식물을 보기 위한 휴식 공간이 되기도 한다. 시설 이용 목적에 따라 다양한 성격의 옥상정원이 존재한다.

## 역사

### 고대의 옥상정원
기원전 600년경까지 존재했던 고대 메소포타미아의 지구라트는 거대한 석조 계단식 피라미드형 탑상 구조물이다. 계단식 탑상 구조물 위에 기초를 두고 교목과 관목을 심었는데, 이것이 지상 위 건설된 공간에 정원을 만드려는 최초의 시도로 알려져있다.
세계 7대 불가사중 하나로 알려져있는 바빌론의 공중정원(The Hangging Gardens of Bablylon)은 평평한 토양위 각종 나무와 식물들이 층층이 심어져있다. 네부카드레자르 2세가 바빌론을 재건설 할 때 부인 아미티스(Amytis)가 고국의 자연을 그리워하는 것을 달래기 위하여 지은 것으로 알려져있다.

### 중세와 르네상스 시대의 옥상정원
중세와 르네상스 시대의 옥상 정원은 주로 수도원이나 성당에 조성되었으며 당시 그리스도교식 건축물 요구에 맞춰 건물 중앙 공간에 자리잡은 회랑식 중정(cloister garden)이 많았다. 대표적인 예로 프랑스의 몽생미셸(Mont-Saint-Michel, France)과 이탈리아 피엔자 팔라조 피콜로미니(Tower of the Guinigis, Lucca, Italy) 정원이 있다.

### 17-18세기의 옥상정원
17-18세기의 옥상정원은 주로 권위를 나타내기 위해 만들어졌다. 러시아 모스크바의 크렘린 궁(The Kremlin, Moscow, Russia) 지붕에 거대한 공중정원이 만들어졌고 당시 러시아 제정시대의 옥상정원은 귀족들에게 사치스러운 것으로 여겨졌다. 또 다른 예시의 건축물 성 피터버그의 별채(The Hermitage, Saint Peterburg, Russia)는 당시 러시아의 캐서린 2세(Catherine II of Russia)가 자신만의 궁, 정원을 설계하기 위해 최고의 건축과와 조경가를 명했고, 캐서린은 엘리자베스 여왕의 예술품을 보관하기 위한 별채 설계와 옥상정원 조성을 지시하기도 하였다.

### 19-20세기의 옥상정원
1880년대 미국과 유럽에서의 옥상정원은 카지노, 연극, 뮤지컬, 연주회 등 유흥의 공간으로 소비되었다. 다양한 음악과 연극을 감상하면서 주변의 도시경관을 구경할 수 있는 옥상정원은 대중에게 매력적으로 다가왔고 1900년대 뉴욕의 몇몇 호텔과 회사들은 야외 식당, 산책길, 휴식공간 등으로 옥상정원을 소비했다. 이후 1920년대 아파트가 생겨나기 시작하면서 유명한 조경가들이 아파트 옥상정원을 설계하는데 참여했으며, 뉴욕 시민들은 이를 가꾸는 수단으로 상류층의 상징이 되었다.
19세기 이후 근대적 재료인 철근 콘크리트가 등장하게 되면서 건축과 배수 및 방수 시스템의 발달로 박공지붕에서 평지붕으로 변화하였다. 건물을 지음으로써 생긴 면적의 손실을 옥상으로 채우게 되면서 다양한 옥상정원이 등장하게 된다.

## 목적과 기능
건축에 의해 땅 위의 자연이 사라지면서 도시는 동・식물이 살 수 없는 환경이 되었다. 현대의 옥상정원은 도시공간에서 적은 비용으로 지상 녹지의 확보의 한계를 보상할 수 있는 대안이 되고 있다. 녹지는 재해 발생 시 피난이나 구조의 장소로서 생활환경을 보호하고 이산화탄소의 흡수 및 산소 공급 등 공기 정화의 역할을 한다. 이 밖에도 대기정화, 기상 완화, 교육적 효과, 야생동물 보호, 공간구성효과, 에너지 절약 효과를 가지고 있다.

#### 경제적 측면
옥상정원 조성으로 인한 쾌적함으로 건물의 가치를 상승시키며 도심지를 새롭게 단장하는데 기여한다. 이를 통한 인접 지역 활성화를 도모할 수 있다.

#### 사회적 측면
도시의 소음, 교통 혼란스러움에서 벗어난 휴식 공간을 제공하며, 도시 경관을 향상시킨다. 또한 건물 이용자들이 편안한 공간에서 대화를 나눌 수 있는 사교의 공간이 되기도 한다.

#### 환경적 측면
녹지가 조성됨으로써 이산화탄소의 흡수 및 산소 공급의 역할로 대기오염이 완화될 수 있으며, 새나 곤충의 서식지 혹은 먹이 공간을 제공할 수 있다. 또한 햇빛을 흡수하는 아스팔트, 콘크리트와는 달리 햇빛을 반사시키는 녹지공간을 확보함으로써 건물 노화 방지 및 냉난방기 에너지 절약 효과가 있다.

## 르 코르뷔지에의 옥상정원
근대 모더니즘 영향 아래 정원 디자인에서도 새로운 시도들이 이뤄졌다. 영국의 구스타프 알링거(Gustav Allinger)는 ‘옥외거실(out-door-living)’이라는 주거 방식의 새로운 개념을 발표하였다. 이는 실내외 구별 없이 정원을 휴식과 사생활이 보장될 수 있는 공간의 뜻으로 르 코르뷔지에(Le Corbusier) 역시 이 운동에 영향을 받은 인물 중 한 명이다. 1925년 르 코르뷔지에가 마이어부인(Mme Meyer)에게 쓴 편지에서도 확인 할 수 있다. “안방에서 이어지는 계단을 올라가면 옥외수영장과 함께 풀이 있는 옥상정원을 발견하게 된다. 주위에는 하늘을 둘러싸고 있는 벽이 있으며 아무도 당신을 보지 못할 것이다. 밤이되면 하늘에 떠있는 별과 숲을 보며 혼자가 될 것이다.” 지붕이 없는 하늘을 보며 벽에 둘러쌓여 아무에게도 방해를 받지 않을 것이라는 르 코르뷔지에의 편지에서 옥상정원은 외부 공간으로부터 차단되어 사적인 공간으로 사용됨을 나타낸다. 당시 외부의 환경으로부터 차단한다는 점에서 1920년대 주거 특징이 반영되었다고 한다.
르 코르뷔지에의 새로운 건축의 다섯 가지 요소에 등장하는 옥상정원은 건축물이 들어서면서 활용이 불가능해진 대지의 영역을 지붕의 옥상 공간에서 회복하는 역할의 의미이다. 또한 르 코르뷔지에의 도미노 시스템(Dom-ino)으로 만들어진 평지붕은 비와 눈에 의한 누수 문제가 있었는데 이의 문제점을 보안하기 위해 옥상에 정원을 구성하였다. 빌라 사부아(Villa Savoye)에서 위와 같은 방식이 사용된 예를 볼 수 있다. 건물 내부 1층에서 옥상까지 이어져 건축적 산책로라고 불리는 경사로가 있으며, 2층부터 이어지는 테라스에는 녹지를 대체하는 옥상정원을 따라 산책로를 형성한다.

## 같이 보기
- 그린 빌딩
- 녹화 (조원술)
- 정원 종류
- 생태통로